# 傅吾康
傅吾康（德語：Wolfgang Franke，1912年7月24日—2007年9月6日），德国汉学家，汉堡学派的代表人物之一，主要研究领域为明代以来的中国及东南亚华人历史。

## 生平
傅吾康出生于汉堡，是汉学家福兰阁（Otto Franke）之子。受父亲影响，他自小已对汉学十分热衷。1930年起就读于柏林大学与汉堡大学，师从颜复礼（Fritz Jäger）、佛尔克等知名汉学家。1935年，获汉堡大学博士学位。1937年，傅吾康来到中国，曾历任北平中德学会秘书、总干事、《中德学志》编辑主任等。1945年，他与胡隽吟成婚。抗日战争结束后，他先后在四川大学、华西大学、北京大学等校任教。1950年，傅吾康回到德国，接替颜复礼出任汉堡大学汉学系主任，直至1977年退休。此外，他还曾在马来亚大学、新加坡南洋大学、北京师范大学、中山大学等校任客座教授。2007年在柏林去世，享年95岁。